# Gennett Records
Gennett fue una compañía discográfica estadounidense propietaria del sello del mismo nombre. Fundada en Richmond (Indiana), floreció en la década de 1920. La compañía produjo algunas de las primeras grabaciones de Louis Armstrong, Joe King Oliver, Bix Beiderbecke y Hoagy Carmichael. Su lista también incluía a Jelly Roll Morton, Blind Lemon Jefferson, Charlie Patton y Gene Autry.

## Historia

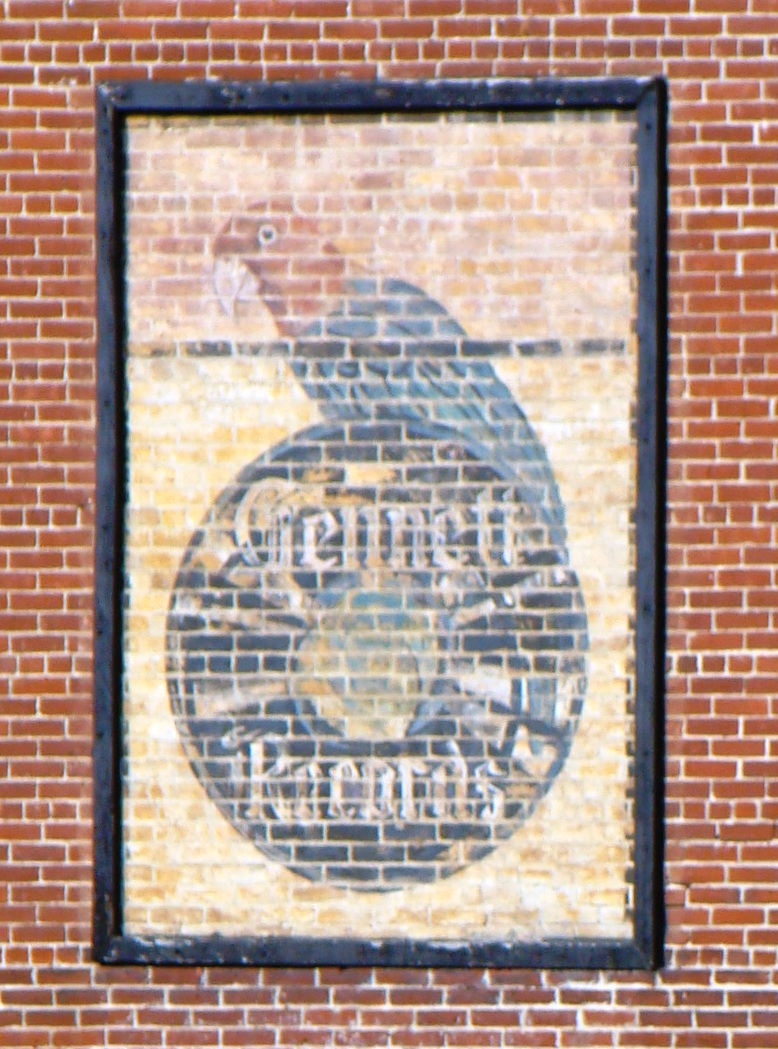
Mosaico con el logo de la compañía en la entrada de la antigua factoría de Richmond

Gennett Records fue fundada en Richmond (Indiana), por la Starr Piano Company. Lanzó sus primeros discos en octubre de 1917. La compañía tomó su nombre de los altos directivos que la fundaron: Harry, Fred y Clarence Gennett. Anteriormente, la compañía había producido grabaciones bajo el sello Starr Records. En sus primeros discos fonográficos se utilizó el sistema de grabación vertical de los surcos (el denominado método de "colina y valle" en el que se generaba una ranura en forma de U y una aguja con una esfera de zafiro en la punta), que el sello sustituyó por el cada vez más generalizado método de corte lateral a partir abril de 1919.
Gennett instaló un estudio de grabación en Nueva York, y más adelante, en 1921, preparó un segundo estudio en los terrenos de la fábrica de pianos en Richmond, bajo la supervisión de Ezra C.A. Wickemeyer.
La compañía es recordada por la riqueza de los primeros talentos del jazz que grabaron su música en el sello Gennett, incluidas las sesiones de Jelly Roll Morton, Bix Beiderbecke, The New Orleans Rhythm Kings, la banda de Joe King Oliver con el joven Louis Armstrong, Serenaders de Lois Deppe con el joven Earl Hines, Hoagy Carmichael, Duke Ellington, The Red Onion Jazz Babies, los State Street Ramblers, Zack Whyte y sus Chocolate Beau Brummels, Alphonse Trent y su Orquesta y muchos otros. Gennett también grabó a los primeros artistas de blues y de góspel, como Thomas A. Dorsey, Sam Collins o Jaybird Coleman, así como a los primeros artistas de hillbilly o country, como Vernon Dalhart, Bradley Kincaid, Ernest Stoneman, Fiddlin' Doc Roberts o Gene Autry. Muchas de las primeras grabaciones religiosas fueron realizadas por Homer Rodeheaver, y algunos de los primeros cantantes de shape note.

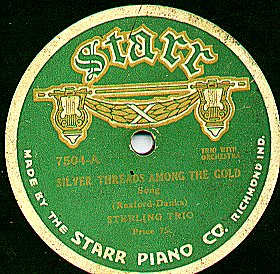
Etiqueta de un disco del sello Starr

A principios de la década de 1920, el estudio medía 125 pies (38,1 m) de largo y 30 pies (9,1 m) de ancho, con una sala de control separada por un doble panel de vidrio. Para la insonorización, se colocó una alfombra de Mohawk en el suelo y se colgaron cortinas y toallas en las paredes. Gennett publicó algunos de los primeros másteres grabados eléctricamente en los estudios Autograph de Chicago en 1925. Estas grabaciones eran excepcionalmente simples, de forma que muchos oyentes puede confundir fácilmente las producciones de la Autograph de esta época con discos registrados acústicamente. Gennett comenzó con la grabación eléctrica de forma más rigurosa en marzo de 1926, utilizando un proceso con licencia de General Electric. Este proceso resultó ser insatisfactorio, ya que aunque la calidad de registro era bastante buena, se recibieron muchas quejas de los clientes sobre las características de desgaste de los nuevos discos adaptados al proceso eléctrico. La composición del material de grabación utilizado por Gennett era de una dureza insuficiente para soportar el mayor desgaste generado cuando las nuevas grabaciones (con un rango de frecuencia mucho mayor) se reproducían en fonógrafos obsoletos equipados con diafragmas de mica. La compañía canceló la grabación mediante este proceso en agosto de 1926 y no volvió a la grabación eléctrica hasta febrero de 1927, después de firmar un nuevo acuerdo para licenciar el proceso de grabación del fotófono de la RCA. En este momento, la empresa también introdujo material mejorada para fabricar sus discos, que se adecuaba a las exigencias impuestas por el proceso de grabación eléctrica. Los discos mejorados se identificaron con una etiqueta negra de nuevo diseño que promocionaba el proceso "New Electrobeam".
De 1925 a 1934, Gennett publicó grabaciones de cientos de artistas de la "música de antaño", precursores del country, incluidos artistas como Doc Roberts y Gene Autry. A fines de la década de 1920, la discográfica estaba imprimiendo discos para más de 25 sellos en todo el mundo, incluidos discos económicos para el catálogo de Sears. En 1926, Fred Gennett creó Champion Records como un sello económico para comercializar canciones previamente publicadas en Gennett.
La compañía resultó severamente afectada por la Gran Depresión en 1930. Redujo la grabación y producción de discos hasta que se detuvo por completo en 1934. En ese momento, el único producto que Gennett Records producía bajo su propio nombre era una serie de efectos de sonido grabados para su uso por estaciones de radio. En 1935, la Starr Piano Company vendió algunos másteres de Gennett y las marcas comerciales Gennett y Champion a Decca Records. Jack Kapp de Decca estaba interesado principalmente en el archivo de piezas de jazz, blues y música antigua del catálogo de Gennett, que pensó que agregarían profundidad a las selecciones ofrecidas por la compañía Decca recién organizada. También intentó revivir con poco éxito los sellos Gennett y Champion entre 1935 y 1937 como especialistas en ediciones de ocasión de race y de música antigua.
La planta de discos de Starr siguió adelante bajo la supervisión de Harry Gennett durante el resto de la década, ofreciendo servicios de impresión por contrato. Durante un tiempo, la Starr Piano Company fue el principal fabricante de discos Decca, pero gran parte de este negocio se agotó después de que Decca compró su propia planta de prensado en 1938 (la planta de Newaygo, Míchigan, que anteriormente había impreso discos de Brunswick y Vocalion). En los años restantes antes de la Segunda Guerra Mundial, Gennett prensó discos para varios sellos de jazz y de música folk con sede en Nueva York, incluidos Joe Davis, Keynote y Asch.
Con la llegada de la Segunda Guerra Mundial, en marzo de 1942 la Junta de Producción de Guerra declaró la goma laca un producto racionado, cuyo uso ya se había limitado al 70% en 1939. Los sellos discográficos recién organizados se vieron obligados a comprar sus asignaciones de goma laca a otras compañías existentes. Joe Davis compró la asignación de goma laca de Gennett, empleando parte del producto en sus propios sellos y vendiendo el resto a la recién organizada Capitol Records. Harry Gennett tenía la intención de usar los fondos de la venta de su cupo de goma laca para modernizar esta planta de prensado después de finalizada la guerra, pero no hay indicios de que lo hiciera. Gennett continuó vendiendo un número cada vez menor de discos para aplicaciones especiales (principalmente efectos de sonido, pistas de patinaje y toques de campana para las torres de las iglesias) hasta 1947 o 1948, cuando el negocio acabó por desvanecerse.
Brunswick Records adquirió la antigua planta de prensado de Gennett para Decca, que abrió una nueva planta de prensado en Pinckneyville (Illinois) en 1956, siendo vendida la antigua planta de Gennett en Richmond, Indiana a Mercury Records en 1958. Mercury operó la histórica planta hasta 1969, cuando se trasladó a una moderna planta cercana que luego sería gestionada por Cinram. Ubicada en 1600 Rich Road, Cinram cerró la planta en 2009.
La compañía Gennett produjo los sellos Gennett, Starr, Champion, Superior y Van Speaking, al igual que intervino en algunos lanzamientos de Supertone, Silvertone y Challenge Records bajo contrato. La firma imprimió la mayoría de los discos de Autograph, Rainbow, Hitch, KKK, Our Song y Vaughn bajo contrato.

## Paseo de la fama de Gennett
En septiembre de 2007, la Fundación Starr-Gennett comenzó a reconocer a los artistas más importantes de su sello en un "paseo de la fama" situado cerca del lugar ocupado por el histórico estudio de grabación de la compañía en Richmond, Indiana.
El Paseo de la Fama de Gennett se encuentra en South 1st Street (Richmond), en los terrenos de la Starr Piano Company, y forma parte del Whitewater Gorge Trail, que a su vez se conecta con otro camino más largo, el Cardinal Greenway Trail. Ambos senderos son parte del American Discovery Trail, el único sendero recreativo para caminantes que recorre los Estados Unidos de costa a costa.
La Fundación convocó a su Junta Asesora Nacional por primera vez en enero de 2006 para seleccionar a los primeros 10 miembros del Paseo de la Fama de Gennett Records. Las categorías consideradas son: jazz clásico, country de antaño, blues, gospel (afroamericano y sureño), canción popular estadounidense, música étnica, grabaciones históricas/habladas, y clásica, dando preferencia al jazz clásico, al country de antaño, al blues, al gospel y a la canción popular estadounidense.
La selección por consenso de la Junta Asesora para designar al primer miembro del Paseo de la Fama de Gennett recayó en Louis Armstrong. A continuación figura una lista de los primeros diez miembros:
- Louis Armstrong
- Bix Beiderbecke
- Jelly Roll Morton
- Hoagy Carmichael
- Gene Autry
- Vernon Dalhart
- Big Bill Broonzy
- Georgia Tom
- Joe King Oliver
- Lawrence Welk

En 2008 se incorporó un segundo grupo de otros diez seleccionados:
- Homer Rodeheaver
- Fats Waller
- Duke Ellington
- Uncle Dave Macon
- Coleman Hawkins
- Charlie Patton
- Sidney Bechet
- Blind Lemon Jefferson
- Fletcher Henderson
- Guy Lombardo

Miembros incorporados en 2009:
- Artie Shaw
- Wendell Hall
- Bradley Kincaid
- Ernest Stoneman y Hattie Frost Stoneman
- New Orleans Rhythm Kings

Miembros de 2010:
- Alberta Hunter
- Lonnie Johnson
- Pace Jubilee Singers

Miembros de 2011:
- Roosevelt Sykes
- Bailey's Lucky Seven

Miembros de 2012:
- Scrapper Blackwell
- Jelly Roll Morton

Miembro de 2013:
- William Jennings Bryan

Miembro de 2014:
- Doc Roberts y Asa Martin

Miembro de 2016:
- Jimmy Durante[10]